# Conure de Cuba
Psittacara euops
Espèce
Statut de conservation UICN

 VU B1ab(i,ii,iii,iv,v); C2a(i) : Vulnérable
 C2a(i) 
Statut CITES
La Conure de Cuba (Psittacara euops) est une espèce d'oiseaux néotropicaux.

## Répartition
Cette espèce est endémique de Cuba.

## Taxinomie
Suivant une étude phylogénique de Remsen et al. (2013), le genre Aratinga est entièrement redéfini pour être monophylétique. Le Congrès ornithologique international répercute ces changements dans sa classification de référence version 3.5 (2013), et la Conure de Cuba est déplacée vers le genre Psittacara.